# Gran Mestre Internacional d'escacs per correspondència
Gran Mestre Internacional d'escacs per correspondència és un títol d'escacs creat per la FIDE el 1953, equivalent al títol de Gran Mestre Internacional en els escacs sobre el tauler. És el màxim títol dins l'àmbit dels escacs per correspondència només per darrere del de Campió del món d'escacs per correspondència. Actualment, el títol el dona la ICCF.

## ICCGMs d'Alemanya
- Dr. Friedrich Baumbach, GM 1973
- Volker-Michael Anton, GM 1987
- Andreas Bachmann, GM 2001
- Robert Bauer, GM 2014
- Gerd Branding, GM 2004
- Andreas Brenke, GM 2004
- Wolfgang Brodda, GM 2009
- Horst Broß, GM 2005
- Jürgen Bücker, GM 2009
- Heinrich Burger, GM 1996
- Annemarie Burghoff, LGM 2005
- Detlef Buse, GM 2019
- Dr. Stephan Busemann, GM 1996
- Dr. Heinz-Wilhelm Dünhaupt, GM 1973
- Hans-Marcus Elwert, GM 1996
- Dr. Klaus Engel, GM 1983
- Wolfgang Fischer, GM 2011
- Ricarda Flügel, LGM 2008
- Frank Gerhardt, GM 2003
- Mathias Gleichmann, GM 2016
- Hans-Ulrich Grünberg, GM 1991
- Tobias Habermehl, GM 2020
- Wolfgang Häßler, GM 1997
- Horst Handel, GM 1987
- Laura Hartmann, LGM 2009
- Hermann Heemsoth, GM 1987
- Paul Heilemann, GM 1984
- Prof. Dr. Knut Herschel, GM 1999
- Peter Hertel, GM 1999
- Klaus Keuter, GM 2013
- Dr. Hans-Joachim Hofstetter, GM 2003
- Siegfried Karkuth, GM 2006
- Heinz-Erich van Kempen, GM 1999
- Siegfried Kluve, GM 1998
- Klaus Kögler, GM 2007
- Dr. Martin Kreuzer, GM 1994
- Dr. Matthias Kribben, GM 2009
- Günther Kühnel, GM 2009
- Dr. Fred Kunzelmann, GM 2007
- Gerhard Löh, GM 1991
- Karl-Heinz Maeder, GM 1992
- Thomas Mahling, GM 2013
- Ralph Mallee, GM 1989
- Werner Metz, GM 1997
- Dieter Mohrlok, GM 1999
- Reinhard Moll, GM 2009
- Gerhard Müller, GM 2006
- Joachim Neumann, GM 2001
- Arno Nickel, GM 2001
- Dr. Manfred Nimtz, GM 1998
- Matjaz Pirs. GM 2011
- Thomas Raupp, GM 2001
- Dieter Reppmann, GM 2005
- Horst Rittner, GM 1961
- Wolfgang Rohde, GM 2006
- Michael Rümmele, GM 2012
- Adrian Schilcher, GM 2021
- Lothar Schmid, GM 1959
- Anja Schmidt, LGM 2005
- Frank Schröder, GM 2008
- Ingo Schütt, GM 1999
- Sandra Seidel, LGM 2010
- Christian Sender, GM 2002
- Mirna Siewert, LGM 2004
- Achim Soltau, GM 1993
- Dr. Claus Sprengelmeier, GM 2006
- Rene Starke, GM 2012
- Jürgen Stephan, GM 2012
- Dieter Stern, GM 1985
- Dr. Werner Stern, GM 2009
- Günter Stertenbrink, GM 1984
- Hans Tauber, GM 2021
- Maximilian Voss, GM 2003
- Robert K. Frhr. von Weizsäcker, GM 2004
- Thomas Winckelmann, GM 2004
- Georg Windhausen, GM 2019
- Hans-Dieter Wunderlich, GM 2006
- Hans Ziewitz, GM 1995

## ICCGMs d'Anglaterra(19)
- Dr. Jill Barber, LGM 2005
- Anthony Barnsley, GM 2009
- John Brookes, GM 2001
- Dr. Ian Brooks, GM 2002
- Peter H Clarke, GM 1980
- Peter Coleman, GM 2004
- Richard Hall, GM 2002
- Adrian Hollis, GM 1976
- Maurice Johnson, GM 1996
- Mary E. Jones, LGM 2005
- Peter Markland, GM 1984
- Peter Millican, GM 1997
- Jonathan Penrose, GM 1983
- Nigel Povah, GM 1989
- Michael Prizant, GM 1996
- John Pugh, GM 2006
- Keith Richardson, GM 1975
- Nigel Robson, GM 2011
- Simon Webb, GM 1983

## ICCGMs de l'Argentina(17)
- Roberto Alvarez, GM 1998
- David Beaumont, GM 2007
- German Benz, GM 2002
- Ruben Berdichesky, GM 1999
- Gabriel Blasberg, GM 1999
- Jose Copie, GM 2000
- Walter Cornejo, GM 2011
- Gustavo Echeguren, GM 2003
- Liliana Susana Fredes de Locio, LGM 2010
- Roberto Jacquin, GM 2009
- Juan Sebastian Morgado, GM 1983
- Alfredo Mozzino, GM 2000
- Carlos Pappier, GM 1995
- Norberto Patrici, GM 1998
- Rodolfo Redolfi, GM 1995
- Alfredo Roca, GM 1999
- Hector Walsh, GM 2006

## ICCGMs d'Austràlia(4)
- Ex-campió del món Cecil John Seddon Purdy, GM 1959
- Romanas Arlauskas, GM 1965
- Lucius Endzelins, GM 1959
- Chris Fenwick, GM 2007

## ICCGMs d'Àustria(8)
- Tunc Hamarat, GM 1997
- Hermann Knoll, GM 2009
- Christian Muck, GM 2012
- Friedrich Rattinger, GM 2009
- Gertrude Schoisswohl, LGM 1997
- Dr. Harald Tarnowiecki, GM 1998
- Dr. Sven Teichmeister, GM 2002
- Wolfgang Zugrav, GM 2003

## ICCGMs deBèlgica(6)
- Jozef Boey, GM 1975
- Marc Geenen, GM 2000
- Valeer Maes, GM 1988
- Alberic O'Kelly de Galway, GM 1962
- Christophe Pauwels, GM 2009
- Richard Polaczek, GM 1995

## ICCGMs deBelarús(1)
- Dmitry Lybin, GM 2003

## ICCGMs deBòsnia i Hercegovina(1)
- Jovan Kondali, GM 1986

## ICCGMs delBrasil(13)
- Luis Almiron, GM 2010
- Sergio Badolati, GM 2010
- Reginaldo Castro Cerqueira, GM 2010
- Paulo Chacon, GM 2009
- Antonio Cipoli, GM 2009
- Carlos Costa, GM 2002
- Salvador Cresce, GM 2003
- Dr. Jose Goncalves, GM 2003
- Nevio Joao, GM 2005
- Rafael Leitao, GM 2012
- Joao de Oliveira, GM 2009
- Marcio de Oliveira, GM 2005
- Iluska Pereira da Cunha Simonsen, LGM 2000

## ICCGMs deBulgària(6)
- Margarita Bocheva, LGM 2008
- Mladen Gudyev, GM 1991
- Valentin Iotov, GM 2012
- Sabina Karapchanska, LGM 2010
- Nikolai Ninov, GM 2000
- Dr. Georgi Popov, GM 1976

## ICCGMs delCanadà(6)
- Jonathan Berry, GM 1985
- Jean Hebert, GM 1984
- Robert Kiviaho, GM 1984
- Wolfram Schoen, GM 2006
- Duncan Suttles, GM 1982
- Alexander Ugge, GM 2005

## ICCGMs deCroàcia(4)
- Ing. Pavao Keglević, GM 1978
- Davor Krivić, GM 2008
- Leonardo Ljubicic, GM 2011
- Maja Zelčić, LGM 2005

## ICCGMs deDinamarca(12)
- Erik Bang, GM 1979
- Ove Ekebjaerg, GM GM 1987
- Niels Fries Nielsen, GM 1997
- Curt Hansen, GM 1999
- Jan du Jardin, GM 1999
- Allan Jensen, GM 1990
- Arne Jorgensen, GM 2002
- Martin Lohse, GM 2009
- Jens Nielsen, GM 2005
- Allan Poulsen, GM 2000
- Jørn Sloth, GM 1978
- Bent Sorensen, GM 1994

## ICCGMs deEscòcia(3)
- Douglas Bryson, GM 1986
- David Kilgour, GM 1995
- Andrew Muir, GM 1994

## ICCGMs d'Eslovàquia(6)
- Dr. Jozef Franzen, GM 1984
- Vladimir Hefka, GM 2011
- Marek Kolcak, GM 2011
- Alois Lanc, GM 1995
- Peter Marczell, GM 2006
- Pavol Vesely, GM 2004

## ICCGMs deEslovènia(8)
- Ales Borstnik, GM 2012
- Francek Brglez, GM 1979
- Iztok Brunsek, GM 2010
- Leon Gostisa, GM 1997
- Danilo Korze, GM 2012
- Marjan Semri, GM 2007
- Jernej Sivic, GM 2012
- Boris Zlender, GM 1997

## ICCGMs d'Espanya(12)
- Manuel Bescos Anzano, GN 2012
- Miguel Canovas Pordomingo GM 2011
- Carlos Cruzado Duenas, GM 2009
- P Drake Diez de Rivera, GM 2007
- Albert Gonzalez Freixas, GM 2005
- David Lafarga Santorroman, GM 2008
- Angel Manso Gil, GM 2013
- Joel Martin Clemente, GM 2008
- Josep Mercadal Benejam, GM 2002
- Francisco Javier Muñoz Moreno, GM 2012
- Carlos Rodríguez Amezqueta, GM 2014
- Francisco Vellila V. Velasco, GM 2008

## ICCGMs delsEstats Units
- Hans Jack Berliner, GM 1968
- Vytas Victor Palciauskas, GM 1983
- Joseph DeMauro, GM 1997
- Tim Murray, GM 2017
- Alik Zilberberg, GM 1994
- John Timm, GM 2004
- Robin Smith (mort), GM 2004
- Jason Bokar, GM 2007
- Daniel M. Fleetwood, GM 2008

## ICCGMs d'Estònia(7)
- Alvar Kangur, GM 2007
- Raul Kukk, GM 2006
- Tonu Oim, GM 1981
- Merike Rotova, LGM 1997
- Jüri Sligur, GM 2011
- Tonu Tiits, GM 2009
- Svetlana Zainetdinova, LGM 2009

## ICCGM deFinlàndia(14)
- Reijo Hiltunen, GM 1999
- Risto Kauranen, GM 1977
- Jaako Kivimäki, GM 1998
- Tero Kokkila, GM 1996
- Olli Koskinen, GM 1982
- Auvo Kujala, GM 1991
- Pertti Lehikoinen, GM 1985
- Asko Linna, GM 2006
- Georg Österman, GM 1994
- Pentti Palmo, GM 1980
- Heikki Pigg, GM 2007
- Auno Sikaluoma, GM 2012
- Kari Tikkanen, GM 1999
- Juhani Sorri, GM 1982

## ICCGMs deFrança(9)
- Dr. Volf Bergraser, GM 1981
- Stephane Goerlinger, GM 2005
- Michel Lecroq, GM 1998
- Christophe Leotard, GM 2000
- Manuel Menetrier, GM 2002
- Jacqueline Roos, LGM 2000
- David Roubaud, GM 2014
- Robert Serradimigni, GM 2009
- Christophe Spitz, GM 2007

## ICCGMs deHongria(6)
- Laszlo Barczay, GM 1979
- Sandor Brilla Banfalvi, GM 1979
- Gabor Glatt, GM 2002
- Csaba Meleghegyi, GM 1990
- Maria Nemeth, LGM 2005
- Tamas Sasvari, GM 2007

## ICCGMs deIslàndia(3)
- Dadi Jónsson, GM 2018
- Hannes Olafsson, GM 1994
- Bragi þorbergsson, GM 1997

## ICCGMs d'Israel(9)
- Uri Blass, GM 2011
- Yoav Dothan, GM 2004
- Daniel Elyakim, GM 2003
- Moshe Glazman, GM 2010
- Devid Godes, GM 1984
- Dmitry Gooshchin, GM 2011
- Abir Har-Even, GM 1999
- Luba Danielovna Kristol, LGM 1997
- Itzak Veinger, GM 1995

## ICCGMs dItàlia(18)
- Gabriel Cardelli, GM 2002
- Dr. Claudio Casabona, GM 2000
- Ettore D'Adamo, GM 2002
- Massimo De Blasio, GM 2001
- Alberto Dosi, GM 2016
- Fabio Finocchiaro, GM 1999
- Sante Giuliani, GM 2005
- Dr. Mario Napolitano, GM 1959
- Angelo Peluso, GM 1998
- Giuseppe Pezzica, GM 2013
- Laura Piazza, LGM 2008
- Vittorio Piccardo, GM 2001
- Eros Riccio, GM 2010
- Alessandra Riegler, LGM 2005
- Luz Marina Tinjaca, LGM 2006
- Maurizio Tirabassi, GM 1999
- Bela Toth, GM 2004
- Elio Vassia, GM 2005
- Ing. Alberto Zanetti, GM 1997

## ICCGMs deJapó(2)
- Sakae Ohtake, GM 2007
- Kiyotaka Sakai, GM 2006

## ICCGMs deLetònia(8)
- Maigonis Avotins, GM 2015
- Artis Gaujens, GM 2004
- Alvars Gipslis, GM 1995
- Janis Klovans, GM 2001
- Ingrida Priedite, LGM 1998
- Olita Rause, GM 1999
- Vilnis Strautins, GM 2009
- Janis Vitomskis, GM 2001

## ICCGMs deLituània(12)
- Vytautas Andriulaitis, GM 2001
- Vilma Dambrauskaite, LGM 2005
- Virginjus Dambrauskas, GM 2018
- Virginjus Grablauskas, GM 2010
- Alfonsas Kupsys, GM 2011
- Donatas Lapienis, GM 1970
- Valentinas Normantas, GM 1995
- Vitaljus Novikovas, GM 2018
- Gintautas Petraitis, GM 2010
- Pavel Rubinas, GM 2010
- Boris Rumiancevas, GM 1991
- Robertas Sutkus, GM 1992

## ICCGMs deLuxemburg(2)
- Norbert Stull (2003)
- Jean-Marie Weber (2004

## ICCGMs deMèxic(2)
- Jorge Aldrete Lobo (2006)
- Kenneth Frey (2004)

## ICCGMs deNoruega(9)
- Olaf Barda, GM 1953
- Ivar Bern, GM 1997
- Raymond Boger, GM 2003
- Arild Haugen, GM 2006
- Frank Hove, GM 1993
- Morten Lilleoren, GM 2007
- Peter Stigar, GM 1996
- Arne Vinje, GM 2001
- Terje Wibe, GM 1994

## ICCGMs delsPaïsos Baixos(21)
- Peter Boll, GM 1993
- Hans Bouwmeester, GM 1981
- Dick van Geet, GM 1990
- Carol Gouw, GM 2003
- David van der Hoeven, GM 2004
- Dr. Abram Idema, GM 1994
- Haije Kramer, GM 1984
- Jacques Kuiper, GM 2007
- Ron Langeveld, GM 2006
- Rudolf Maliangkay, GM 1994
- Kornelis Leens van Dijkstra, GM 1977
- Joop van Oosterom, GM 1992
- A den Ouden, GM 1980
- Gerardus van Perlo, GM 1985
- Michiel Plomp, GM 2000
- Hendrik Sarink, GM 1979
- Piet Seewald, GM 1992
- Dick Smit, GM 1979
- Gert Timmerman, GM 1986
- Hans van Unen, GM 2007
- Tjalling Wiersma, GM 1985

## ICCGMs dePolònia
- Stefan Brzozka, GM 1985
- Jerzy Krzyszton, GM 1992
- Jan Marcinkiewicz, GM 2006
- Maciej Nizynski, GM 2000
- Jacek Oskulski, GM 2018
- Rafael Pierzak, GM 2013
- Zygmunt Pioch, GM 1991
- Ryszard Skrobek, GM 1990
- Bogdan Sliwa, GM 1996
- Zbigniew Szczepanski, GM 2011

## ICCGMs dePortugal(6)
- Horacio Neto, GM 2007
- Alvaro Pereira, GM 1994

+ Francisco pessoa, GM 2015
- Luis Santos, GM 1994
- Antonio Silva, GM 2009
- Joaquim Soberano, GM 2005

## ICCGMs deQatar(1)
- Mohammed Al-Thani, GM 1999

## ICCGMs deRomania(6)
- Ing. Mihai Breazu, GM 1985
- Paul Diaconescu, GM 1982
- Mariana Plass-Caravan, LGM 2003
- Gheorghie Rotariu, GM 1981
- Florin Serban
- Costel Voiculescu, GM 2012

## ICCGMs deRússiai de l'URSS

### Campions del món
- Aleksandr Dronov, GM 2005
- Iàkov Estrin, GM 1966
- Andrey Kochemasov, GM 2019
- Irina Perevertkina, LGM 1999
- Vyacheslav Ragozin, GM 1959
- Olga Rubtsova, LGM
- Grigori Sanakóiev, GM 1984
- Olga Sukhareva, LGM 2006
- Mikhail Umansky, GM 1995
- Lora Yakovleva, LGM 1997
- Prof. Vladimir Zagorovsky, GM 1965

#### Altres jugadors
- Valery Aleshnya, GM 2004
- Dmitry Barash, GM 1992
- Lyudmila S. Belàvenets, LGM 1997
- Maksim Blokh, GM 1998
- Igor Bondarevsky, GM 1961
- Georgy Borisenko, GM 1966
- Jalil Davietov, GM 2007
- Piotr Dubinin, GM 1962
- Enver Efendiyev, GM 2019
- Alexander Efremov, GM 2012
- Sergey Grodzensky, GM 1999
- Nikolai Kalinichenko, GM 2003
- Abram Khasin, GM 1972
- Sergey Khlusevich, GM 1997
- Igor Kopylov, GM 1994
- Aleksandr Korelov, GM 1994
- Sergei Korolev, GM 1995
- Vsevolod Kosenkov, GM 1979
- Aleksandr Makarov, GM 2003
- Vasily Malmin, GM 2002
- Sergey Matyukhin, GM 2002
- Aleksey Mikhailov, GM 1983
- Oleg Moiseev, GM 1977
- Igor Morosov, GM 1973
- Nicolai Muzyka, GM 2006
- Vladimir Napakov, GM 2009
- Sergey Nefedov, GM 2015
- Gennady Nesis, GM 1985
- Lev Omelchenko, GM 1986
- Aleksandr Pankratov, GM 2000
- Vladimir Perevertkin, GM 2007
- Semen Pinkovetsky, GM 2003
- Leonid Raykin, GM 2005
- Sergey Sabaev, GM 2003
- Igor Samarin, GM 1998
- Nina G. Shchebenyuk, LGM 2006
- Mikhail Terteryants, GM 2000
- Rusian Tieptsok, GM 2019
- Aleksei Tsvetkov, GM 1996
- Vladimir Turkov, GM 2005
- Vladimir Vayer, GM 2010
- Aleksei Voll. GM 2007
- Victor Volodim, GM 2002
- Mikhail Yudovich, GM 1972
- Tamara P. Zaitseva, LGM 2008

## ICCGMs deSèrbia(4)
- Matyas Berta, GM 1978
- Milan Jovcic, GM 1985
- Radovan Tomasevic, GM 1984
- Borislav Vukcevic, GM 1982

## ICCGMS deSud-àfrica(1)
- John Barlow, GM 2001

## ICCGMs deSuècia
- Peter Andersson, GM 1992
- Ulf Andersson, GM 1996
- Arne Bjuhr, GM 2013
- Ingvar Carlsson, GM 1997
- Bjorn Fagerstrom, GM 2011
- Jonny Hector, GM 1999
- Rolf Lekander, GM 1993
- Franko Lukez, GM 2002
- Ake Lundqvist, GM 1962
- Jan Ohlin, GM 1990
- Dan Olofson, GM 2000
- Stefan Winge, GM 2011

## ICCGMs deSuïssa(11)
- Philippe Berclaz, GM 2004
- Ernst Eichhorn, GM 1990
- Gottardo Gottardi, GM 1996
- Christian Issler, GM 2004
- Rolf Knobel, GM 2003
- Matthias Rüfenacht, GM 1993
- Rolf Scherer, GM 2011
- Wolfgang Standke, GM 2012
- Josef Steiner, GM 1973
- Anton Thaler, GM 2004
- Bela Toth, GM 2004

## ICCGMs deTxèquia
- Marie Bazantova, LGM 2004
- Petr Boukal, GM 2017
- Roman Chytilek, GM 2004
- Libor Danek, GM 1999
- Jiri Dufek, GM 2012
- Vlasta Horackova, LGM 2005
- Karel Husak, GM 1968
- Jaroslav Hybl, GM 1968
- Jaroslav Jezek, GM 1985
- Milos Kratochvil, GM 2006
- Jan Lounek, GM 2014
- Jiri Moucka, GM 2014
- Josef Mrkvicka, GM 2019
- Eva Mozna, LGM 1997
- Zdenek Nyvit, GM 2007
- Ludvik Pospisil, GM 2014
- Anna Ryvova, LGM 2003
- Rudolf Sevecek, GM 2000
- Alena Sikorova-Klosova, LGM 1997
- Kamil Stalmach, GM 2014
- Zdenek Straka, GM 2011
- Pavel Svácek, GM 2013
- Michal Tochacek, GM 2004
- Jaroslav Vaindl, GM 2004
- Jiri Vosahlik, GM 2009
- Davis Vrkoc, GM 2009
- Ing. Jindrich Zapletal, GM 1998
- Jan Zidu, GM 2011

## ICCGMs deUcraïna
- Sergei Bubir, GM 2012
- Svetlana Ignatchenko, LGM 1997
- Nicolai Papenin, GM 2011
- Ivan Terelya, GM 2017

## ICCGMs deXile(1)
- Guillermo Toro Solis de Ovando, GM 1999

## Altres ICCGMs
- Maria de los Angeles Ynchauspi Leyva, LGM 2008, Cuba
- David Kilgour, GM 1996, Escòcia